# Trung tâm lịch sử Salvador
Trung tâm lịch sử Salvador de Bahia tiếng Bồ Đào Nha: Centro Histórico Salvador) còn được gọi là Pelourinho (tiếng Bồ Đào Nha cho từ "giàn gông") hoặc Pelo là một khu phố lịch sử ở miền tây Salvador de Bahia, bang Bahia, Brasil. Đây là trung tâm của thành phố trong thời kỳ thuộc địa Bồ Đào Nha và được đặt tên cho những thanh chống gông để tra tấn những nô lệ châu Phi ở quảng trường trung tâm bởi những hành vi khác nhau. Trung tâm lịch sử của thành phố vô cùng phong phú với các di tích lịch sử có niên đại từ thế kỷ 17 đến thế kỷ 19.
Salvador là thủ đô đầu tiên của thuộc địa Brasil và thành phố này là một trong những đô thị lâu đời nhất ở Tân thế giới khi nó được thành lập năm 1549 bởi những người định cư Bồ Đào Nha. Đây cũng là một trong những chợ nô lệ đầu tiên trên lục địa Nam Mỹ, khi những nô lệ được mua về để đưa đến làm việc trên các đồn điền mía đường. Khu vực này nằm ở thành phố cũ phía trên (Cidade Alta) của Salvador. Nó bao gồm một số khối nhà xung quanh tam giác Largo, và đó là địa điểm cho âm nhạc, ăn uống và cuộc sống về đêm. Khu vực này đã được xếp hạng là Di tích lịch sử quốc gia và là một Di sản thế giới được UNESCO công nhận từ năm 1985.
Vào những năm 1990, một nỗ lực phục hồi trị giá 100 triệu đôla do một liên minh chính trị liên quan với thống đốc thành phố lúc bấy giờ là ông Antonio Carlos Magalhães để di rời hơn 4.000 cư dân, chủ yếu là người Bahia gốc Phi và chuyển đổi một khu phố quan trọng một thời thành một khu vực thu hút khách du lịch.

## Lịch sử
Trung tâm lịch sử của Salvador bao gồm khu vực lõi là thành phố thuộc địa ban đầu và khu vực của nó được mở rộng cho đến cuối thế kỷ 18. Từ đô thị Praça mở rộng ra các khu rừng nhiệt đới rậm rạp bởi vị tổng đốc đầu tiên vào năm 1549 là Tomé de Sousa, tới khi nó mở rộng đến Santo Antônio Além do Carmo, chiến trường nơi những người Bồ Đào Nha và Hà Lan tới từ Companhia das Índias Ocidentais đấu tranh vào năm 1638. Từ Portas de Santa Luzia, cửa ngõ phía nam của thành phố cổ với những bức tường bùn cho đến những bức tường thành dày của Pháo đài Santo Antônio Além do Carmo bảo vệ lối vào phía bắc. Trung tâm Lịch sử của Salvador có thể được chia thành ba khu vực: Từ Praça tới Largo de São Francisco, Pelourinho, và từ Largo do Carmo tới Largo de Santo Antônio Além do Carmo.